# Anna Jegier
Anna Małgorzata Jegier (ur. 26 lutego 1953 w Łodzi) – polska lekarka, profesor nauk medycznych, w kadencjach 2008–2012 i 2012–2016 prorektor Uniwersytetu Medycznego w Łodzi.

## Życiorys
Absolwentka XXI Liceum Ogólnokształcącego im. Bolesława Prusa w Łodzi (1971). W 1977 ukończyła studia na Akademii Medycznej w Łodzi. Doktoryzowała się w 1983 na Wydziale Lekarskim tej uczelni w oparciu o pracę zatytułowaną Czynność serca i wydolność fizyczna mężczyzn w średnim wieku uprawiających trening zdrowotny. Stopień doktora habilitowanego uzyskała w 1998 na podstawie rozprawy pt. Elektrokardiograficzna i echokardiograficzna charakterystyka przerostu mięśnia sercowego sportowców oraz badania nad rolą kortyzolu w jego genezie. Tytuł naukowy profesora nauk medycznych otrzymała 30 grudnia 2009.
Od uzyskania tytułu zawodowego lekarza związana z uczelnią macierzystą, od 2002 z powstałym w jej miejsce Uniwersytetem Medycznym w Łodzi. W 2000 została kierownikiem Zakładu Medycyny Sportowej, w 2003 objęła kierownictwo Centrum Medycyny Sportowej Centralnego Szpitala Klinicznego Uniwersytetu Medycznego. W latach 2002–2003 była prodziekanem, natomiast od 2003 do 2008 dziekanem Wydziału Nauk o Zdrowiu. W latach 2008–2016 prorektor łódzkiej uczelni.
Specjalizowała się w zakresie chorób wewnętrznych (I stopnia w 1980, II stopnia w 1986) oraz w zakresie medycyny sportowej (1993). Odbyła staże w Niemczech (1989), Francji (2002), Szwajcarii (2003) oraz Szwecji (2003), gdzie w Katedrze Nauk o Zdrowiu Instytutu Technologii w Karlskronie była profesorem wizytującym.
Autorka ponad 350 publikacji, w tym ponad 100 artykułów oryginalnych w czasopismach międzynarodowych oraz ponad 30 rozdziałów w monografiach, podręcznikach i skryptach. W 2005 została prezesem Polskiego Towarzystwa Medycyny Sportowej, wcześniej pełniła funkcję przewodniczącej oddziału łódzkiego tej organizacji. Została również członkinią m.in. Towarzystwa Internistów Polskich.
W 2012, za wybitne zasługi w pracy naukowo-badawczej w dziedzinie nauk medycznych, za osiągnięcia w działalności dydaktycznej, została odznaczona Krzyżem Kawalerskim Orderu Odrodzenia Polski. Otrzymała również Złoty Krzyż Zasługi (2005).